# Survivor: Philippines
Survivor: Philippines es la vigésimo-quinta temporada del reality show estadounidense Survivor, la cual se estrenó el 19 de septiembre de 2012. Emitido por el canal CBS, el programa consiste en un grupo de participantes (también llamados "náufragos") abandonados en un lugar remoto; ellos compiten con el fin de ganar un millón de dólares. Los concursantes deben superar pruebas para obtener recompensas y para evitar ser expulsados. Las eliminaciones, mejor conocidas como "consejos tribales" se producen por el voto directo de los concursantes.  Esta temporada fue rodada en Caramoan, Camarines Sur, Filipinas.
Aproximadamente 800 personas de varios estados fueron entrevistadas desde el 4 de octubre de 2011, de allí 15 personas fueron seleccionadas como finalistas; ellos tendrán que competir junto a tres participantes adicionales que fueron retirados de temporadas anteriores de Survivor debido a una enfermedad o lesión sufrida: Michael Skupin de Survivor: The Australian Outback (quien se desmayó al inhalar el humo de la fogata de su tribu, cayendo en ella y sufriendo graves quemaduras en la cara y las manos); Jonathan Penner, quien originalmente compitió en Survivor: Cook Islands y luego en Survivor: Micronesia — Fans vs. Favorites (en esta última, se retiró debido a una infección grave en la rodilla); y Russell Swan de Survivor: Samoa (sufrió múltiples desmayos al tener su presión arterial baja, siendo finalmente removido del programa).
Notables nuevos participantes de esta temporada incluyen al beisbolista retirado Jeff Kent y a Lisa Whelchel, actriz de The Facts of Life.
El rodaje fue realizado entre marzo y abril de 2012.
Es la primera temporada desde Survivor: All-Stars que empieza con exactamente tres tribus y la séptima temporada en general que presenta náufragos de temporadas anteriores.
Se estrenó el miércoles 19 de septiembre de 2012 a las 8pm (ET) con una duración especial de 90 minutos por su debut, para el segundo episodio el programa volvió a su duración normal de una hora. El primer episodio tuvo una audiencia de 11.37 millones de espectadores, el mejor debut de una temporada desde Survivor: Nicaragua; además, fue el programa más visto de esa noche y el octavo de esa semana. Las dos semanas siguientes el programa siguió siendo líder en su horario con más de 10 millones de espectadores, ganándole a The Middle y The X Factor.
Denise Stapley, fue elegida ganadora de la temporada y del millón de dólares en el episodio final el 16 de diciembre de 2012, derrotando a Lisa Whelchel y Michael Skupin en una votación de 6-1-1, convirtiéndose en la concursante femenina de mayor edad en ganar Survivor. Denise también tiene la distinción de ser la única persona en la historia de Survivor que asistió y sobrevivió a todos y cada uno de los Consejos Tribales en el transcurso de una temporada (15 en total, incluyendo el Consejo Tribal final). Whelchel ganó 100.000 dólares y el título de "Jugadora Sprint de la temporada" gracias a la votación popular, ganándole a Malcolm Freberg por un margen de 0,7% en la votación.

## Participantes
De los 18 participantes están incluidos 15 nuevos jugadores y otros tres que regresan (los tres fueron retirados de sus respectivas temporadas debido a emergencias médicas).
| Participante                                                  | Tribu original | Tribu absorbida       | Tribu unificada                | Resultado                                      | Votos totales |
| ------------------------------------------------------------- | -------------- | --------------------- | ------------------------------ | ---------------------------------------------- | ------------- |
| Zane Knight 28, Danville, VA                                  | Matsing        |                       |                                | 1.er Expulsado Día 3                           | 5             |
| Roxanne “Roxy” Morris 28, Brooklyn, NY                        | Matsing        | 2.da Expulsada Día 6  | 4                              |                                                |               |
| Angie Layton 20, Provo, UT                                    | Matsing        | 3.ra Expulsada Día 8  | 4                              |                                                |               |
| Russell Swan 45, Glenside, PA Samoa                           | Matsing        | 4.to Expulsado Día 10 | 4                              |                                                |               |
| Dana Lambert 32, Winston-Salem, NC                            | Kalabaw        | Kalabaw               | Abandona por enfermedad Día 12 | 0                                              |               |
| Sarah Dawson 28, Silver Spring, MD                            | Kalabaw        | Kalabaw               | 6.ta Expulsada Día 13          | 5                                              |               |
| Katie Hanson 22, Newark, DE                                   | Kalabaw        | Kalabaw               | 7.ma Expulsada Día 16          | 4                                              |               |
| Roberta "RC" Saint-Amour 27, New York City, NY                | Tandang        | Tandang               | Dangrayne                      | 8.va Expulsada 1.er miembro del jurado Día 19  | 4             |
| Jeff Kent 44, Austin, TX                                      | Kalabaw        | Kalabaw               | Dangrayne                      | 9.no Expulsado 2.do miembro del jurado Día 22  | 5             |
| Artis Silvester 53, Terrytown, LA                             | Tandang        | Tandang               | Dangrayne                      | 10.mo Expulsado 3.er miembro del jurado Día 25 | 5             |
| Peter "Pete" Yurkowski 24, Holmdel, NJ                        | Tandang        | Tandang               | Dangrayne                      | 11.mo Expulsado 4.to miembro del jurado Día 27 | 9             |
| Jonathan Penner 50, Los Ángeles, CA Cook Islands & Micronesia | Kalabaw        | Kalabaw               | Dangrayne                      | 12.do Expulsado 5.to miembro del jurado Día 30 | 9             |
| Carter Williams 24, Shawnee, KS                               | Kalabaw        | Kalabaw               | Dangrayne                      | 13.er Expulsado 6.to miembro del jurado Día 33 | 5             |
| Abi-Maria Gomes 32, Los Ángeles, CA                           | Tandang        | Tandang               | Dangrayne                      | 14.ta Expulsada 7.mo miembro del jurado Día 36 | 6             |
| Malcolm Freberg 25, Hermosa Beach, CA                         | Matsing        | Tandang               | Dangrayne                      | 15.to Expulsado 8.vo miembro del jurado Día 38 | 6             |
| Lisa Whelchel 49, Dallas, TX                                  | Tandang        | Tandang               | Dangrayne                      | Finalista                                      | 0             |
| Michael Skupin 50, White Lake, MI The Australian Outback      | Tandang        | Tandang               | Dangrayne                      | Finalista                                      | 0             |
| Denise Stapley 41, Cedar Rapids, IA                           | Matsing        | Kalabaw               | Dangrayne                      | Sobreviviente único                            | 6             |

 Los votos totales son el número de votos recibidos por un náufrago durante los consejos tribales donde el náufrago era elegible para ser expulsado del juego. No se incluyen los votos recibidos durante el consejo tribal final.
1. ↑  Si bien Dana nunca asistió a un consejo tribal, es considerada la 5.ª persona expulsada tras retirarse del programa debido a una deshidratación.
2. ↑  Jonathan usó un ídolo de inmunidad oculto en el consejo tribal del día 19, por lo tanto, cinco votos extra contra él no fueron contados.
3. ↑  Abi-Maria usó un ídolo de inmunidad oculto en el consejo tribal del día 27, por lo tanto, tres votos extra contra ella no fueron contados.
4. 1 2  Lisa y Michael fueron considerados co-finalistas por estar empatados a un voto en la votación del Consejo Tribal final.

## Desarrollo
| #       | Título del episodio                  | Fecha de estreno         | Desafíos                              | Desafíos            | Expulsado           | Votación     | Resultado final                                |
| #       | Título del episodio                  | Fecha de estreno         | Recompensa                            | Inmunidad           | Expulsado           | Votación     | Resultado final                                |
| ------- | ------------------------------------ | ------------------------ | ------------------------------------- | ------------------- | ------------------- | ------------ | ---------------------------------------------- |
| 1       | "Survivor Smacked Me in the Chops"   | 19 de septiembre de 2012 | Kalabaw                               | Kalabaw             | Zane                | 5–1          | 1.er Expulsado Día 3                           |
| 1       | "Survivor Smacked Me in the Chops"   | 19 de septiembre de 2012 | Tandang                               |                     | Zane                | 5–1          | 1.er Expulsado Día 3                           |
| 2       | "Don't be Blinded by the Headlights" | 26 de septiembre de 2012 | Tandang                               | Tandang             | Roxy                | 4–1          | 2.da Expulsada Día 6                           |
| 2       | "Don't be Blinded by the Headlights" | 26 de septiembre de 2012 | Kalabaw                               |                     | Roxy                | 4–1          | 2.da Expulsada Día 6                           |
| 3       | "This Isn't a We Game"               | 3 de octubre de 2012     | Kalabaw                               | Kalabaw             | Angie               | 3–1          | 3.ra Expulsada Día 8                           |
| 3       | "This Isn't a We Game"               | 3 de octubre de 2012     | Tandang                               |                     | Angie               | 3–1          | 3.ra Expulsada Día 8                           |
| 4       | "Create a Little Chaos"              | 10 de octubre de 2012    | Tandang                               | Tandang             | Russell             | 2–1          | 4.to Expulsado Día 10                          |
| 4       | "Create a Little Chaos"              | 10 de octubre de 2012    | Kalabaw                               |                     | Russell             | 2–1          | 4.to Expulsado Día 10                          |
| 5       | "Got My Swag Back"                   | 17 de octubre de 2012    | Tandang                               | Tandang             | Dana                | Sin votación | Abandona por enfermedad Día 12                 |
| 5       | "Got My Swag Back"                   | 17 de octubre de 2012    | Tandang                               | Tandang             | Dawson              | 5–1          | 6.ta Expulsada Día 13                          |
| 6       | "Down and Dirty"                     | 24 de octubre de 2012    | Kalabaw                               | Tandang             | Katie               | 4–1          | 7.ma Expulsada Día 16                          |
| 7       | "Not the Only Actor on This Island"  | 31 de octubre de 2012    | Ninguno                               | Denise              | RC                  | 4–2–0        | 8.va Expulsada 1.er miembro del jurado Día 19  |
| 7       | "Not the Only Actor on This Island"  | 31 de octubre de 2012    | Ninguno                               | Carter              | RC                  | 4–2–0        | 8.va Expulsada 1.er miembro del jurado Día 19  |
| 8       | "Dead Man Walking"                   | 7 de noviembre de 2012   | Denise, Jeff, Jonathan, Lisa, Malcolm | Jonathan            | Jeff                | 5–4–1        | 9.no Expulsado 2.do miembro del jurado Día 22  |
| 9       | "Little Miss Perfect"                | 14 de noviembre de 2012  | Carter, Denise, Jonathan, Malcolm     | Michael             | Artis               | 5–4          | 10.mo Expulsado 3.er miembro del jurado Día 25 |
| 10      | "Whiners are Wieners"                | 21 de noviembre de 2012  | Abi-Maria, Carter, Malcolm, Pete      | Carter              | Pete                | 3–2–0        | 11.mo Expulsado 4.to miembro del jurado Día 27 |
| 11      | "Hell Hath Frozen Over"              | 28 de noviembre de 2012  | Subasta                               | Abi-Maria           | Jonathan            | 4–3          | 12.mo Expulsado 5.to miembro del jurado Día 30 |
| 12      | "Shot Into Smithereens"              | 5 de diciembre de 2012   | Malcolm, [Lisa, Michael]              | Malcolm             | Carter              | 5–1          | 13.er Expulsado 6.to miembro del jurado Día 33 |
| 13      | "Gouge My Eyes Out"                  | 12 de diciembre de 2012  | Michael, [Lisa, Malcolm]              | Malcolm             | Abi-Maria           | 4–1          | 14.ta Expulsada 7.mo miembro del jurado Día 36 |
| 14      | "Million Dollar Question"            | 16 de diciembre de 2012  | Malcolm                               | Michael             | Malcolm             | 3–1          | 15.to Expulsado 8.vo miembro del jurado Día 38 |
|         | "Reunion"                            | 16 de diciembre de 2012  | Votación del jurado                   | Votación del jurado | Lisa                | 6–1–1        | Finalista                                      |
| Michael | "Reunion"                            | 16 de diciembre de 2012  | Votación del jurado                   | Votación del jurado | Finalista           | 6–1–1        |                                                |
| Denise  | "Reunion"                            | 16 de diciembre de 2012  | Votación del jurado                   | Votación del jurado | Única sobreviviente | 6–1–1        |                                                |

1. 1 2 3 4 5 6 7 8  Se realizó un único desafío de recompensa e inmunidad combinado.
2. ↑  Esa semana no hubo reto de recompensa debido a la fusión tribal.
3. ↑  Jonathan usó un ídolo de inmunidad oculto, por lo tanto, cinco votos extra contra él no fueron contados.
4. ↑  Abi-Maria usó un ídolo de inmunidad oculto, por lo tanto, tres votos extra contra ella no fueron contados.

## Historial de votación
|              | Tribus originales | Tribus originales | Tribus originales | Tribus originales | Tribus absorbidas | Tribus absorbidas | Tribu fusionada | Tribu fusionada | Tribu fusionada | Tribu fusionada | Tribu fusionada    | Tribu fusionada  | Tribu fusionada     | Tribu fusionada   |
| ------------ | ----------------- | ----------------- | ----------------- | ----------------- | ----------------- | ----------------- | --------------- | --------------- | --------------- | --------------- | ------------------ | ---------------- | ------------------- | ----------------- |
| Episodio #:  | 1                 | 2                 | 3                 | 4                 | 5                 | 6                 | 7               | 8               | 9               | 10              | 11                 | 12               | 13                  | 14                |
| Expulsado:   | Zane 5/6 votos    | Roxy 4/5 votos    | Angie 3/4 votos   | Russell 2/3 votos | Dawson 5/6 votos  | Katie 4/5 votos   | RC 4/6 votos    | Jeff 5/10 votos | Artis 5/9 votos | Pete 3/5 votos  | Jonathan 4/7 votos | Carter 5/6 votos | Abi-Maria 4/5 votos | Malcolm 3/4 votos |
| Participante | Votos             | Votos             | Votos             | Votos             | Votos             | Votos             | Votos           | Votos           | Votos           | Votos           | Votos              | Votos            | Votos               | Votos             |
| Denise       | Zane              | Roxy              | Angie             | Russell           | Dawson            | Katie             | Jonathan        | Pete            | Artis           | Abi-Maria       | Jonathan           | Carter           | Abi-Maria           | Malcolm           |
| Michael      |                   |                   |                   |                   |                   |                   | Jonathan        | Jeff            | Artis           | Abi-Maria       | Jonathan           | Carter           | Abi-Maria           | Malcolm           |
| Lisa         |                   |                   |                   |                   |                   |                   | Jonathan        | Jeff            | Jonathan        | Abi-Maria       | Jonathan           | Carter           | Abi-Maria           | Malcolm           |
| Malcolm      | Zane              | Roxy              | Angie             | Russell           |                   |                   | Jonathan        | Pete            | Artis           | Pete            | Jonathan           | Carter           | Abi-Maria           | Denise            |
| Abi-Maria    |                   |                   |                   |                   |                   |                   | Jonathan        | Jeff            | Jonathan        | Malcolm         | Denise             | Carter           | Denise              |                   |
| Carter       |                   |                   |                   |                   | Dawson            | Katie             | RC              | Pete            | Artis           | Pete            | Denise             | Abi-Maria        |                     |                   |
| Jonathan     |                   |                   |                   |                   | Dawson            | Katie             | Pete            | Abi-Maria       | Artis           | Pete            | Denise             |                  |                     |                   |
| Pete         |                   |                   |                   |                   |                   |                   | RC              | Jeff            | Jonathan        | Malcolm         |                    |                  |                     |                   |
| Artis        |                   |                   |                   |                   |                   |                   | RC              | Jeff            | Jonathan        |                 |                    |                  |                     |                   |
| Jeff         |                   |                   |                   |                   | Dawson            | Katie             | RC              | Pete            |                 |                 |                    |                  |                     |                   |
| RC           |                   |                   |                   |                   |                   |                   | Pete            |                 |                 |                 |                    |                  |                     |                   |
| Katie        |                   |                   |                   |                   | Dawson            | Jonathan          |                 |                 |                 |                 |                    |                  |                     |                   |
| Dawson       |                   |                   |                   |                   | Denise            |                   |                 |                 |                 |                 |                    |                  |                     |                   |
| Dana         |                   |                   |                   |                   | Abandona          |                   |                 |                 |                 |                 |                    |                  |                     |                   |
| Russell      | Zane              | Roxy              | Angie             | Malcolm           |                   |                   |                 |                 |                 |                 |                    |                  |                     |                   |
| Angie        | Zane              | Roxy              | Russell           |                   |                   |                   |                 |                 |                 |                 |                    |                  |                     |                   |
| Roxy         | Zane              | Angie             |                   |                   |                   |                   |                 |                 |                 |                 |                    |                  |                     |                   |
| Zane         | Russell           |                   |                   |                   |                   |                   |                 |                 |                 |                 |                    |                  |                     |                   |

| Votación del jurado | Votación del jurado | Votación del jurado | Votación del jurado |
| ------------------- | ------------------- | ------------------- | ------------------- |
| Finalistas:         | Lisa 1/8 votos      | Michael 1/8 votos   | Denise 6/8 votos    |
| Jurado              | Votos               | Votos               | Votos               |
| Malcolm             |                     |                     | Denise              |
| Abi-Maria           |                     |                     | Denise              |
| Carter              |                     | Michael             |                     |
| Jonathan            |                     |                     | Denise              |
| Pete                |                     |                     | Denise              |
| Artis               |                     |                     | Denise              |
| Jeff                |                     |                     | Denise              |
| RC                  | Lisa                |                     |                     |

## Audiencia
| Episodio                             | Índice de audiencia | Share | Rating/share (18–49) | Audiencia (en millones) | Posición semanal |
| ------------------------------------ | ------------------- | ----- | -------------------- | ----------------------- | ---------------- |
| "Survivor Smacked Me in the Chops"   | 6.6                 | 11    | 3.2/10               | 11.37                   | #8               |
| "Don't be Blinded by the Headlights" | 6.3                 | 10    | 3.1/9                | 10.31                   | #24              |
| "This Isn't a We Game"               | 6.4                 | 10    | 3.0/9                | 10.38                   | #16              |
| "Create a Little Chaos"              | 6.4                 | 10    | 2.8/8                | 9.82                    | #22              |
| "Got My Swag Back"                   | 6.3                 | 10    | 2.8/8                | 10.43                   | #17              |
| "Down and Dirty"                     |                     |       | 2.8/8                | 10.23                   |                  |